# Arthur Franz (Schauspieler)
Arthur Franz (* 29. Februar 1920 in Perth Amboy, New Jersey; † 16. Juni 2006 in Oxnard, Kalifornien) war ein US-amerikanischer Schauspieler. 

## Biografie
Nach dem Schulabschluss meldete sich Franz zur US-Heeresluftwaffe, bei der er während des Zweiten Weltkrieges als Navigator eingesetzt war. Nach dem Abschuss seines Flugzeuges über Rumänien wurde er zunächst in einem deutschen Kriegsgefangenenlager interniert, aus dem er jedoch später fliehen konnte.
Nach Kriegsende verwirklichte Franz seinen Jugendtraum, indem er nach Hollywood ging und sich als Filmschauspieler bewarb. 1948 gab er mit einer Hauptrolle im Drama Jungle Patrol neben Richard Jaeckel sein Filmdebüt. Es folgten weit über hundert Rollen in Film- und Fernsehproduktionen, wobei Franz vor allem in B-Movies Hauptrollen und in Großproduktionen Nebenrollen übernahm. Meist spielte er dabei aufrechte Charaktere. Eine Ausnahme bildete vor allem der 1952 gedrehte Thriller Der unsichtbare Schütze unter Regie von Edward Dmytryk, in dem Franz einen labilen Ex-Soldaten, der zum psychotischen Frauenmörder mutiert, verkörperte. Diese Rolle bezeichnete Franz nach Angaben seiner Tochter auch als seine persönliche Lieblingsrolle.
In insgesamt neun Filmen spielte er unter der Regie des renommierten Hollywood-Veteranen Dmytryk: Neben The Sniper in Eight Iron Men, Die Caine war ihr Schicksal (mit Humphrey Bogart), Die jungen Löwen (mit Marlon Brando), Three Lives, Die Schlacht um Anzio (mit Robert Mitchum), Alvarez Kelly (mit Richard Widmark und William Holden) und Die Unersättlichen (mit George Peppard). 
Einem internationalen Publikum wurde Franz auch durch seine tragenden Rollen in B-Movies aus dem Horror- und Science-Fiction-Genre bekannt. So spielte er unter der Regie von Jack Arnold die Titelrolle in Der Schrecken schleicht durch die Nacht, einer Dr.-Jekyll-und-Mr.-Hyde-Variante im Universitätsmilieu und jeweils die männliche Hauptrolle in Lesley Selanders Flug zum Mars und William Cameron Menzies’ Invasion vom Mars.  Zu seinen weiteren Filmen zählen unter anderen die Horrorfilm-Parodie Abbott Costello auf Sherlock Holmes’ Spuren, die Kriegsfilme Du warst unser Kamerad (mit John Wayne), Unternehmen Panthersprung und Höllenhunde des Pazifik und das Drama Weib ohne Gewissen (mit Rod Steiger). 
In den 1960er- und 1970er-Jahren war Franz seltener auf der Kinoleinwand zu sehen, stattdessen spielte er vor allem in Fernsehserien. Unter anderem übernahm er zahlreiche Gastrollen in Fernsehserien wie Rauchende Colts, Bonanza, 77 Sunset Strip, Cannon und Die Waltons. Mit einem letzten Auftritt in dem Filmdrama Champions (neben Robert Mitchum, Martin Sheen und Bruce Dern) beendete Franz 1982 seine Schauspielkarriere. 
Franz war viermal verheiratet. Seine ersten Ehen mit den Schauspielerinnen Anna Minot (1918–2007) und Adele Longmire (1918–2008) wurden geschieden, mit seiner dritten Ehefrau Doreen Lang war er von 1964 bis zu deren Tod 1999 verheiratet. Am Valentinstag 2006, wenige Monate vor seinem Tod, heiratete er seine vierte Ehefrau Sharon. Aus den Ehen gingen insgesamt drei Kinder hervor. Seinen Lebensabend verbrachte Franz in Neuseeland. Erst kurz vor seinem Tod kehrte er nach Kalifornien zurück, wo er am 16. Juni 2006 an einem Lungenemphysem starb.

## Filmografie (Auswahl)
- 1948: Jungle Patrol
- 1949: Rotes Licht (Red Light)
- 1949: Entscheidung am Fluß (Roseanna McCoy)
- 1949: Frauen um Dr. Corday (The Doctor and the Girl)
- 1949: The Lone Ranger (Fernsehserie, Folge 1x13)
- 1949: Du warst unser Kamerad (Sands of Iwo Jima)
- 1950: Frauengeheimnis (Three Secrets)
- 1951: Auf Sherlock Holmes’ Spuren (Abbott and Costello Meet the Invisible Man)
- 1951: Flight to Mars
- 1951: U-Kreuzer Tigerhai (Submarine Command)
- 1952: Der unsichtbare Schütze (The Sniper)
- 1952: Das Mädchen Frankie (The Member of the Wedding)
- 1952: Eight Iron Men
- 1953: Invasion vom Mars (Invaders from Mars)
- 1953: Unternehmen Panthersprung (Flight Nurse)
- 1953: The Eddie Cantor Story
- 1954: Die Caine war ihr Schicksal (The Caine Mutiny)
- 1955: SOS! Flieger nach vorn! (Battle Taxi)
- 1956: Jenseits allen Zweifels (Beyond a Reasonable Doubt)
- 1956: Wilde Nacht (The Wild Party)
- 1957: Die Höllenhunde des Pazifik (Hellcats of the Navy)
- 1957: Weib ohne Gewissen (The Unholy Wife)
- 1957: Die Teufelskurve (The Devil’s Hairpin)
- 1958: Die jungen Löwen (The Young Lions)
- 1958: Der Schrecken schleicht durch die Nacht (Monster on the Campus)
- 1958–1964: Perry Mason (Fernsehserie, 5 Folgen)
- 1959: Ungebändigt (Woman Obsessed)
- 1959: Menschen im Weltraum (Men Into Space, Fernsehserie, Folge 1x06)
- 1959: World of Giants (Fernsehserie, 13 Folgen)
- 1959: Auf U-17 ist die Hölle los (The Atomic Submarine)
- 1960: Gold in Alaska (The Alaskans, Fernsehserie, Folge 1x32)
- 1960: Rauchende Colts (Gunsmoke, Fernsehserie, Folge 5x39)
- 1960/1962: Tausend Meilen Staub (Rawhide, Fernsehserie, 2 Folgen)
- 1961: Der zweite Mann (The Deputy, Fernsehserie, Folge 2x17)
- 1961/1963: 77 Sunset Strip (Fernsehserie, 2 Folgen)
- 1962: Bonanza (Fernsehserie, Folge 3x25 Ein Sheriff auf Zeit)
- 1963/1968: Die Leute von der Shiloh Ranch (The Virginian, Fernsehserie, 2 Folgen)
- 1964: Die Unersättlichen (The Carpetbaggers)
- 1964: Lassie (Fernsehserie, Folge 10x28)
- 1965: Auf der Flucht (The Fugitive, Fernsehserie, Folge 3x09)
- 1966: Alvarez Kelly
- 1967: Tarzan (Fernsehserie, Folge 1x30)
- 1967–1971: FBI (The F.B.I., Fernsehserie, 5 Folgen)
- 1968: Die wilden Jahre (The Sweet Ride)
- 1968: Schlacht um Anzio (Anzio)
- 1968–1971: Twen-Police (The Mod Squad, Fernsehserie, 4 Folgen)
- 1969: Planet der Giganten (Land of the Giants, Fernsehserie, Folge 1x20)
- 1970: Hawaii Fünf-Null (Hawaii Five-O, Fernsehserie, Folge 2x19)
- 1970/1972: Kobra, übernehmen Sie (Mission: Impossible, Fernsehserie, 2 Folgen)
- 1971: Die Millionen-Dollar-Ente (The Million Dollar Duck)
- 1971: Mannix (Fernsehserie, Folge 5x14)
- 1972: Cannon (Fernsehserie, Folge 1x18 Das Versuchskaninchen)
- 1972: Ein Sheriff in New York (McCloud, Fernsehserie, Folge 2x07)
- 1972/1973: Owen Marshall – Strafverteidiger (Owen Marshall, Fernsehserie, 2 Folgen)
- 1973: So Long, Blue Boy
- 1974: Barnaby Jones (Fernsehserie, Folge 2x18)
- 1974: California Cops – Neu im Einsatz (The Rookies, Fernsehserie, Folge 3x10)
- 1974: Der Sechs-Millionen-Dollar-Mann (The Six Million Dollar Man, Fernsehserie, Folge 2x10)
- 1975: Ein Mann rechnet ab (The ’Human’ Factor)
- 1977: Reich & arm II (Rich Man, Poor Man Book II, Fernsehserie, 2 Folgen)
- 1977: Der Legendäre Howard Hughes (The Amazing Howard Hughes, Fernsehfilm)
- 1977: Die Waltons (The Waltons, Fernsehserie, Folge 6x05)
- 1980: Bogie (Fernsehfilm)
- 1982: Champions (That Championship Season)